# Cão de água português
O cão de água português, cão d'água português ou cão d'água algarvio (como é conhecido em Portugal) é uma raça de cães criada originária do Algarve, em Portugal. Estes animais foram empregados como cães de trabalho por pescadores desde tempos imemoriais, mas no século XX tornaram-se uma raça rara.

## História
As origens da raça são antigas mas obscuras. Uma provável referência ao cão d'água é um texto de um monge, que em 1297 descreveu um salvamento de um marinheiro por um cão com "o pêlo comprido e preto, tosquiado até à primeira costela, e com um tufo na ponta da cauda", um padrão de tosquia comum nos cães d'água. Uma gravura do início do século XIX, que retrata a chegada do rei de Portugal D. Miguel à praia de Belém, mostra um cão d'água nadando em direção ao barco do rei.

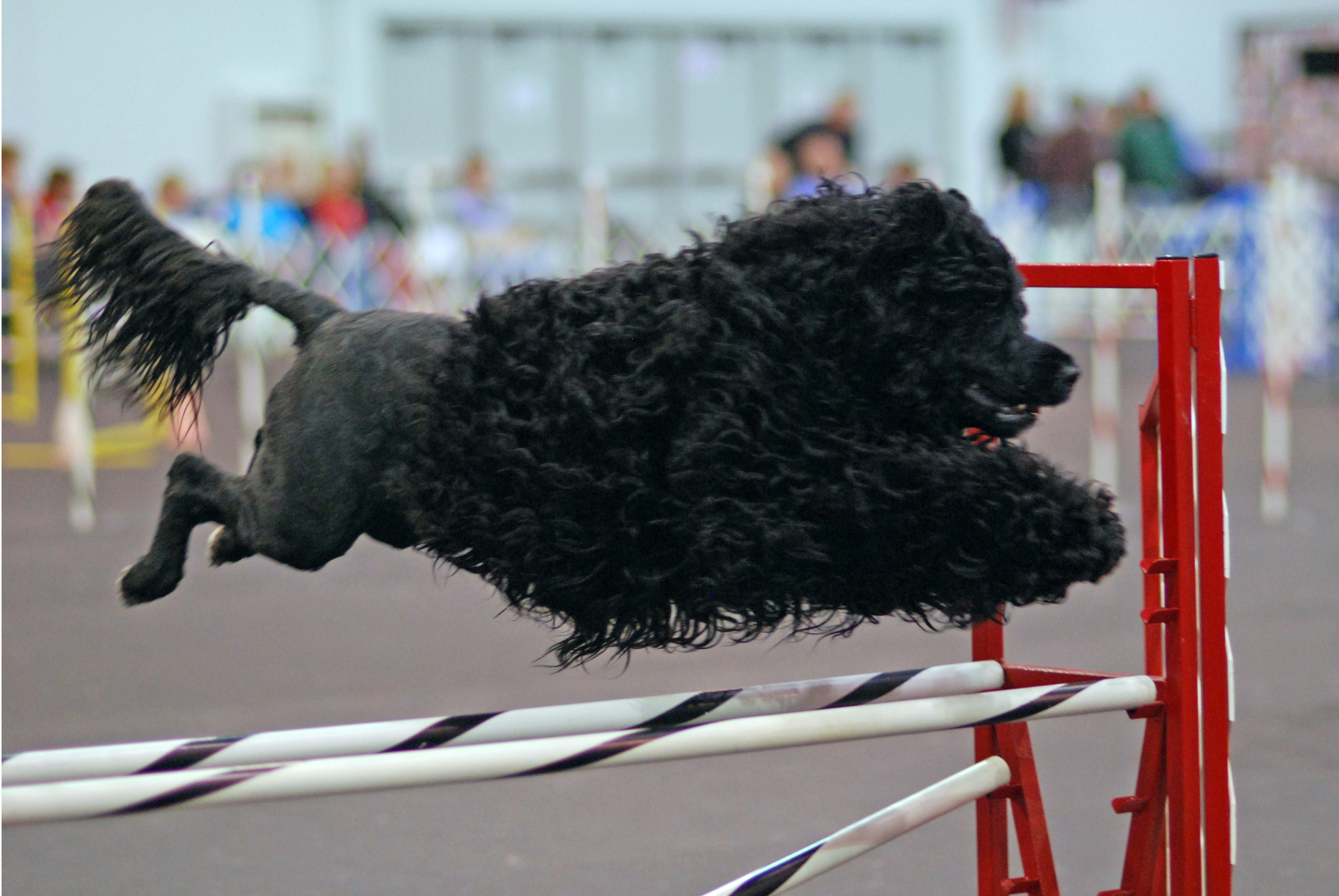
Cão d'água português saltando.

Originalmente o cão d'água - excelente nadador - foi utilizado pelos pescadores portugueses como ajudante nos barcos, guiando cardumes de peixes às redes, recuperando objetos caídos na água, levando mensagens entre barcos e entre a terra e o mar e outras atividades variadas. O escritor Raul Brandão, em sua obra Os Pescadores (1932), descreve assim a atividade de um barco de pescadores de Olhão: "Tripulavam-no vinte e cinco homens e dois cães, que ganhavam tanto como os homens. Era uma raça de bichos peludos, atentos um a cada bordo a ao lado dos pescadores. Fugia o peixe ao alar da linha, saltava o cão ao mar e ia agarrá-lo ao meio da água, trazendo-o na boca para bordo".
A partir do século XX, com as novas tecnologias da pesca, o trabalho dos cães d'água tornou-se progressivamente obsoleto. O número de animais da raça diminuiu muito e na década de 1930 os poucos exemplares restringiam-se à costa do Algarve. Em 1934, dois cães d'água de Sesimbra participaram pela primeira vez de uma exibição canina, levados pelo criador de cães Federico Pinto Soares. Estes animais chamaram a atenção de Vasco Bensaúde, um rico empresário açoriano que também era criador de cães. Bensaúde adquiriu quatro exemplares para seu canil Algarbiorum e iniciou um cuidadoso programa de seleção. O exemplar mais importante foi um macho chamado Leão, que viria a servir como padrão para a raça. Em paralelo outro canil com cães d'água foi estabelecido em Alvalade (perto de Lisboa) pelo criador António Cabral.
Mais tarde os cães de Bensaúde passariam a ser propriedade de Conchita Cintrón, uma matadora de touros e criadora de cães de origem peruana casada com um empresário português. Conchita vendeu vários animais para o exterior, inclusive para uma criadora dos Estados Unidos, Deyanne Miller, que junto a seu marido Herbert foi fundamental no estabelecimento da raça na América do Norte. Além de exemplares da linhagem de Bensaúde, Miller também adquiriu exemplares da linhagem de Alvalade, para diminuir a consanguinidade. Em 1972, criadores dos EUA fundaram o Clube Americano de Cães de Água Portugueses (Portuguese Water Dog Club of America).
Supõe-se que o litoral Algarvio seja o solar da raça; desde Vila Real de Santo António a Sagres, especialmente os portos de mar de Tavira, Olhão, Faro, Albufeira, Portimão, Ferragudo e Lagos. São estas, sem dúvida, terras de pescadores e homens do mar nas quais abundam as praias de areia branca e fina, alternando com falésias de rocha calcária cor de ferrugem e onde no passado a faina da pesca era o sustento principal de muitas das suas gentes. 
Em 1936, a pedido de Vasco Bensaúde Secretário-Geral da Secção de Canicultura do Clube dos Caçadores Portugueses é efectuado o primeiro estudo da raça pelo Prof. Fernandes Marques que culmina na aprovação do primeiro estalão da raça. Vasco Bensaúde inicia a criação destes cães em Lisboa, com o afixo Algarbiorum, registando os primeiros exemplares no LOP nesse mesmo ano.
Com o advento de novas técnicas piscatórias, a partir de 1950, esta raça foi desaparecendo até à sua quase extinção. Em 1970 era considerado pelo “Guiness Book of Records” como a raça mais rara do mundo. 
Em 1981, chegou a estar registado no Livro do Guinness como a raça de cães mais rara do mundo.
Salvo da extinção pelo trabalho dedicado de alguns criadores, dos quais são de destacar o Dr. António Cabral e Dra. Carla Molinari, que, a partir dos anos setenta, preservaram a raça com grande esforço e determinação, assim como o trabalho da associação da raça, a Associação para a Protecção do Cão de Água Português – APCAP, o Cão de Água tornou-se um excelente cão de família.

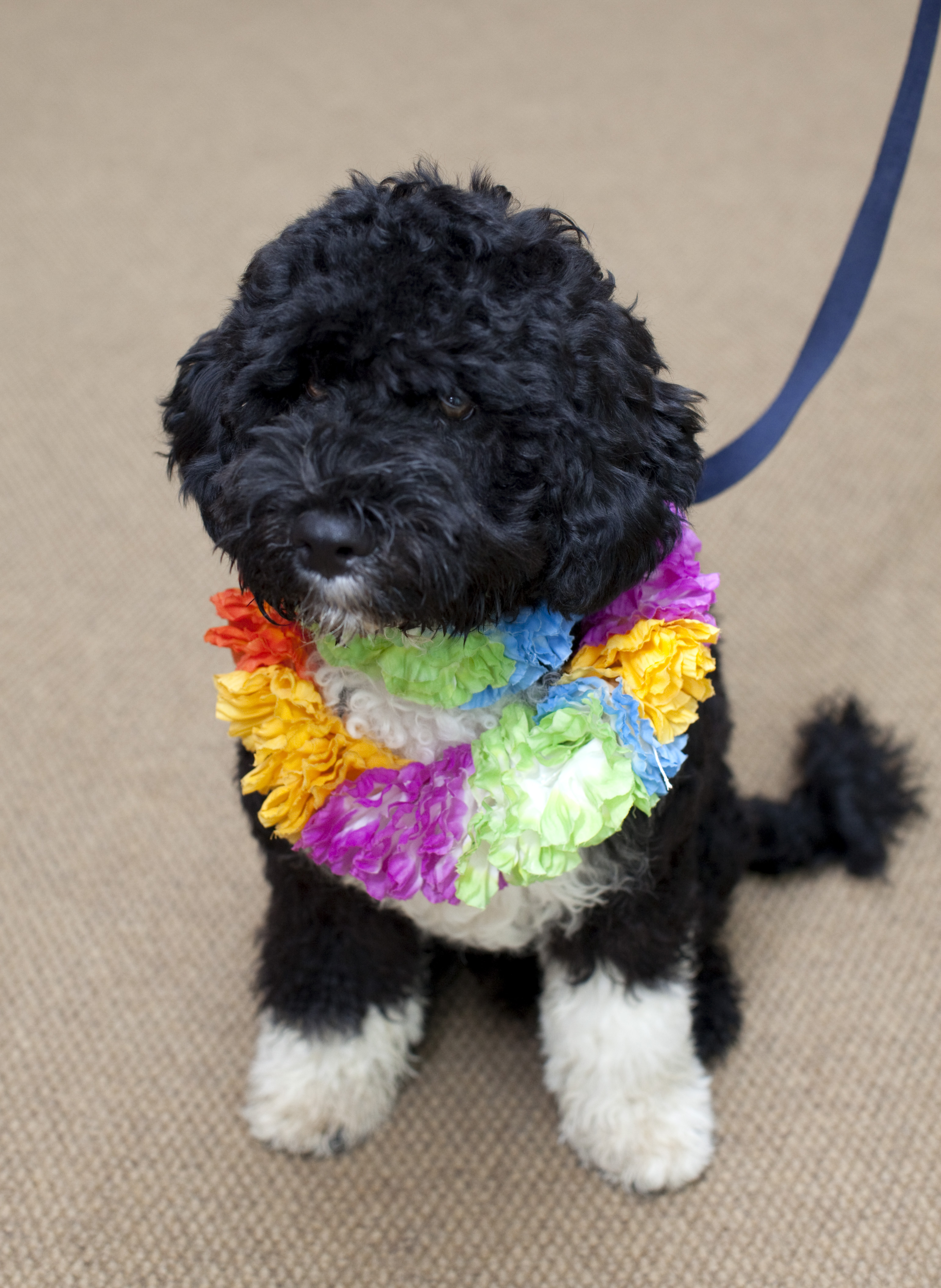
Bo, primeiro cão dos Estados Unidos.

Recentemente, a raça ganhou publicidade inesperada após a família do presidente dos EUA, Barack Obama, ser presenteada pelo falecido senador Edward Kennedy (Ted), com um cão de água português como mascote. O cachorro, chamado Bo, foi apresentado ao público a 14 de abril de 2009, em meio a grande interesse da imprensa.. De novo, despertou interesse à imprensa o facto de o referido presidente ter demonstrado publicamente  a alegria desta aquisição ao aceitar que mais uma cadela desta raça passe a residir igualmente na Casa Branca.

## Características
O cão d'água português é uma raça de tamanho mediano, de constituição forte e compacta e musculatura bem desenvolvida. Os machos tem uma altura ideal de 54 cm, enquanto as fêmeas medem cerca de 46 cm. Os pesos variam entre 19 a 25 kg nos machos e 16 e 22 kg nas fêmeas. O cão de água português pode sofrer de uma doença genética recessiva fatal chamada gangliosidose (GM1) que se traduz por manifestações neurológicas, devendo não ser reproduzidos os portadores deste gene.
Há dois tipos de pelagem: longo e ondulado, com pêlo mais brilhante, e curto e encarapinhado, de pêlo mais opaco. Não possui subpêlo. A pelagem pode ser totalmente negra, branca ou castanha, ou negra ou castanha com manchas brancas. A tosquia típica é feita no focinho e na parte posterior do corpo, deixando uma bola de pêlo na ponta da cauda, o que lhe dá uma aparência de leão.
É considerado um animal excepcionalmente inteligente, com temperamento ativo, ardente mas também obediente. É também muito resistente à fatiga. É um exímio nadador, sendo capaz de mergulhar e nadar debaixo d'água para recuperar objetos perdidos.
No Parque Natural da Ria Formosa, o "Canil da Ria Formosa" procura preservar e dar a conhecer esta raça de cão.